# 에콜 상트랄 리옹

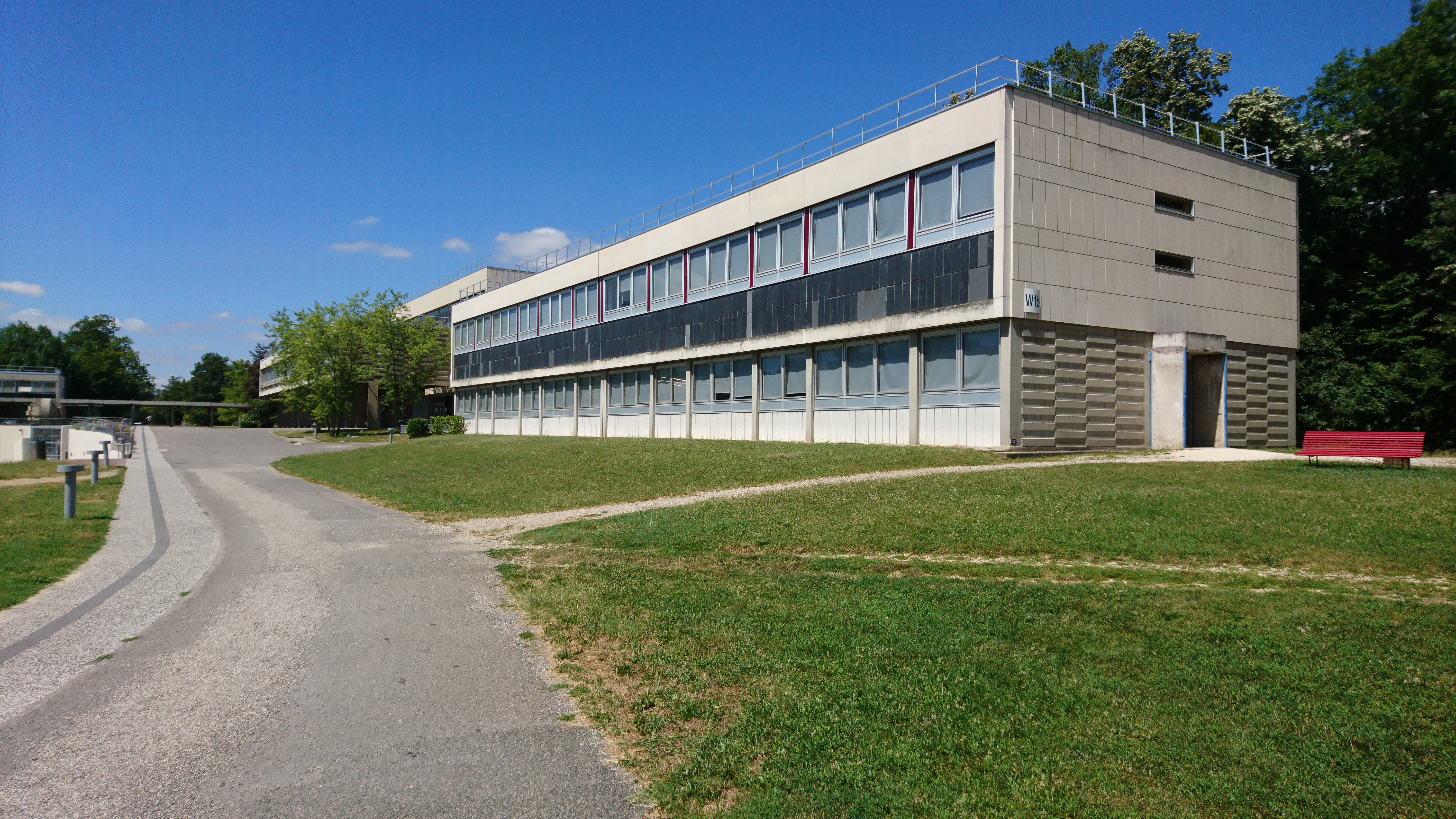

에콜 상트랄 리옹(Ecole Centrale de Lyon)은 1857년에 설립된 프랑스의 저명한 이공계 그랑제콜 대학기관이다. 현재 리옹 서쪽에 위치한 Ecully 행정구역에 위치해 있다.
에콜 상트랄 (파리), 에콜 상트랄 마르세유 등과 더불어 상트랄 대학원 연합을 구성하는 고등교육기관 중 하나이다.

## 역사
에콜 상트랄 리옹은 1857년 Désiré Girardon 및 François Barthélemy Arlès-Dufour 에 의해 설립되었다.